# Regierungsbezirk Palts
| Regierungsbezirk Palts | Regierungsbezirk Palts     |
| ---------------------- | -------------------------- |
| Bestaansperiode        | 1946–1968                  |
| behoorde tot           | Rijnland-Palts             |
| Hoofdstad              | Neustadt an der Weinstraße |
| Aantal gemeenten       | 625                        |
| Oppervlakte            | 5.447,89 km²               |
| Inwoneraantal          | 1.305.377 (30 juni 1968)   |
| Bevolkingsdichtheid    | 240 inw./km²               |

Het Regierungsbezirk Palts was een van de vijf Regierungsbezirken, die in 1946 in het nieuw ontstane Land Rijnland-Palts ingesteld werden. De andere waren de eveneens in 1946 ingestelde Regierungsbezirken Regierungsbezirk Rijn-Hessen (zetel in Mainz) en Montabaur net zoals de al sinds 1816 door Pruisen ingestelde Regierungsbezirken Koblenz en Trier.

## Voormalige onderverdeling
Het Regierungsbezirk Palts omvatte het historische gebied Palts, dat tot 1946 als Beierse Palts bij Beieren behoorde, na de Tweede Wereldoorlog onder Franse bezetting kwam en in augustus 1946 onderdeel werd van het Land Rijnland-Palts.
Het omvatte de kreisvrije steden Frankenthal (Palts), Kaiserslautern, Landau, Ludwigshafen am Rhein, Neustadt an der Weinstraße, Pirmasens, Speyer en Zweibrücken, net zoals de Landkreisen Bad Bergzabern, Frankenthal (Palts), Germersheim, Kaiserslautern, Kirchheimbolanden, Kusel, Landau in der Pfalz, Ludwigshafen am Rhein, Neustadt, Pirmasens, Rockenhausen, Speyer en Zweibrücken.
De regeringszetel, die ten tijde van de Beierse Palts sinds 1816 in Speyer bevond, zat sinds 1945 in Neustadt an der Weinstraße.

## Geschiedenis
Op 1 oktober 1968 werd het Regierungsbezirk Palts met de Regierungsbezirk Rijn-Hessen tot de nieuwe Regierungsbezirk Rijn-Hessen-Palts (met regeringszetel in Neustadt an der Weinstraße) samengevoegd.